# 桜、ひらり
「桜、ひらり」（さくら ひらり）は、サザンオールスターズの楽曲。自身の9作目の配信シングルとして、タイシタレーベル / SPEEDSTAR RECORDSからダウンロード配信・ストリーミングで2025年1月1日に発売された。

## 背景・リリース
本作はオリジナル・アルバム『THANK YOU SO MUCH』のティザームービーにてサビ部分が使用される形で初めて披露され、その後2024年11月16日に作者の桑田佳祐のラジオ番組『桑田佳祐のやさしい夜遊び』（TOKYO FM）にてフルサイズでオンエアされた。反響を受けて同年11月19日には歌詞が特設サイトにて先行公開された。桑田は歌詞のテーマについて初解禁の時点では多くを語らなかったものの、その内容から多くの自然災害の被災地への思いが込められているとリスナーの間で考察がなされた。
能登半島地震から丸一年にあたる2025年1月1日を迎えると、事前告知なしでの配信リリースが開始され、同時にジャケット写真と被災地や国民の生活に寄り添う旨のメンバーからのコメントも発表された。

## プロモーション
2025年元日の読売新聞全国版および北陸中日新聞では、先述したジャケット写真および本楽曲の歌詞と、メンバーのコメントが使われた本作のリリースを伝える広告が掲載された。

### テレビ披露
| 放送日        | 番組名                                                | 放送局     | 披露曲 | 出典  |
| ------------- | ----------------------------------------------------- | ---------- | --- | ----- |
| 2025年3月21日 | サザンオールスターズ スペシャル〜テレビからの贈り物〜 | NHK        | 「夢の宇宙旅行」 「悲しみはブギの彼方に」 「風のタイムマシンにのって」 「史上最恐のモンスター」 「桜、ひらり」 「神様からの贈り物」 | [ 7 ] |
| 2025年3月22日 | with MUSIC                                            | 日本テレビ | 「桜、ひらり」 「夢の宇宙旅行」 「恋のブギウギナイト」                                                                              | [ 8 ] |

## チャート成績
2025年1月13日付のオリコン週間デジタルランキングで初週0.9万DLを売り上げ、初登場3位にランクインした。

## 収録曲
1. 桜、ひらり
（作詞・作曲：桑田佳祐 / 編曲：サザンオールスターズ&片山敦夫 / 弦編曲：片山敦夫）
美しい日本語と季節情緒あふれる歌詞であり、軽やかに吹き抜ける春風のようなサウンドに乗せ、時に無情に襲いくる天災への畏怖と哀悼、そして、いつの日か必ず芽吹く新しい生命（いのち）への希望を、儚くも美しい“桜”に重ねて描いたポップ・ナンバーとなっている[9][2]。本楽曲の歌詞が書かれたきっかけとして、能登半島地震から半年後の2024年9月に、のと鉄道の乗務員が同震災を風化させないために被災地の現状を伝える「語り部鉄道」が初めて運行されたことをニュースで見たことが挙げられている[10][11]。
本楽曲にはビジュアライザーが存在しており、2025年の全国ツアー「THANK YOU SO MUCH!!」 のスタートの地である石川県金沢市で撮影が行われた[12]。

## 収録アルバム
| 曲名       | 作品名            |
| ---------- | ----------------- |
| 桜、ひらり | THANK YOU SO MUCH |